# All Together Now - La musica è cambiata (seconda edizione)
La seconda edizione del talent show musicale All Together Now è andata in onda in prima serata su Canale 5 dal 4 dicembre 2019 al 2 gennaio 2020 per cinque puntate con la conduzione di Michelle Hunziker, affiancata da J-Ax nel ruolo di presidente di giuria. La prima puntata è andata in onda di mercoledì, mentre le rimanenti quattro puntate di giovedì.
| Vincitori          | Vincitori             |
| All Together Now 2 | Sonia Mosca (50000 €) |
| ------------------ | --------------------- |
| Premio R101        | Sonia Mosca           |

## Regolamento
Il programma è una gara canora, articolata in due manche. In ognuna di esse ogni concorrente si esibisce davanti a un muro con una giuria di 100 artisti (denominato il muro umano, posto su una scenografia alta otto metri) presieduta dal rapper J-Ax: lo scopo è quello di far alzare il maggior numero di giudici, coinvolgendoli durante la performance. In base al punteggio, i concorrenti poi si posizionano sul podio.
Entrambi i concorrenti seduti sul primo podio passano direttamente alla semifinale, mentre quelli del secondo e terzo posto si sfidano per accedervi. Il concorrente che perde la sfida nella prima manche sfiderà il concorrente che perde il confronto nella seconda manche. Se un concorrente riesce a ottenere il massimo di 100 punti passa direttamente alla finale. In occasione della puntata finale, la seconda manche vede l'introduzione di una nuova dinamica: la sorte è lasciata ai partecipanti. Inizia il concorrente con il punteggio più alto, il quale deve decidere chi sfidare; si procede in modo analogo per i concorrenti successivi sino agli ultimi due rimasti che, giocoforza, si sfideranno fra loro.

## Concorrenti
| Concorrente        | Luogo di nascita | Stato                |
| ------------------ | ---------------- | -------------------- |
| Sonia Mosca        | Italia           | Vincitrice           |
| Enrico Bernardo    | Italia           | Secondo classificato |
| Gaia Di Fusco      | Italia           | Terza classificata   |
| Nicola Gargaglia   | Italia           | Eliminato            |
| Carmine Cirillo    | Italia           | Eliminato            |
| Rosetta Falzone    | Italia           | Eliminata            |
| Matteo Mastracco   | Italia           | Eliminato            |
| Federico Martello  | Italia           | Eliminato            |
| Arianna Cleri      | Italia           | Eliminata            |
| Lorieshen Umali    | Italia           | Eliminata            |
| Domenico Prezioso  | Italia           | Eliminato            |
| Giuliana Danzè     | Italia           | Eliminata            |
| Gino Scannapieco   | Italia           | Eliminato            |
| Said Jourdi        | Italia           | Eliminato            |
| Armonium           | Italia           | Eliminati            |
| Don Giuliano       | Italia           | Eliminato            |
| Eugenio Amato      | Italia           | Eliminato            |
| Mario Gaggiano     | Italia           | Eliminato            |
| Amato Scarpellino  | Italia           | Eliminato            |
| Giulia Olivieri    | Italia           | Eliminato            |
| Ketty Giansiracusa | Italia           | Eliminata            |
| Sevika Pagano      | Italia           | Eliminata            |
| Bianca Provenzano  | Italia           | Eliminata            |
| Alessio Roma       | Italia           | Eliminato            |
| Fabio Bongiorno    | Italia           | Eliminato            |
| Etienne Cannavò    | Italia           | Eliminato            |

## Dettaglio delle puntate

### Prima puntata
- Data: 4 dicembre 2019

Prima manche
| Ordine | Concorrente       | Canzone (cantante originale)          | Punteggio | Esito     |
| ------ | ----------------- | ------------------------------------- | --------- | --------- |
| 1      | Rita Comisi       | Primavera (Marina Rei)                | 80        | Salva     |
| 2      | Domenico Prezioso | Hold On! I'm comin'! (Sam & Dave)     | 100       | Finalista |
| 3      | Don Giuliano      | Più bella cosa (Eros Ramazzotti)      | 43        | Ripescato |
| 4      | Gaia Di Fusco     | Domino (Jessie J)                     | 92        | Salva     |
| 5      | Carmine Cirillo   | Million dollar bill (Whitney Houston) | 94        | Salvo     |

Seconda manche
| Ordine | Concorrente       | Canzone (cantante originale)                 | Punteggio | Esito     |
| ------ | ----------------- | -------------------------------------------- | --------- | --------- |
| 1      | Federico Martello | Meglio stasera (Miranda Martino)             | 99        | Salvo     |
| 2      | Etienne Cannavò   | La vita è adesso (Claudio Baglioni)          | 48        | Eliminato |
| 3      | Ilenia Suffredini | Maniac (Flashdance)                          | 71        | Salva     |
| 4      | Fabio Bongiorno   | Whole lotta shakin' goin' on (Elvis Presley) | 81        | Salvo     |
| 5      | Sonia Mosca       | I Love The Lord (Whitney Houston)            | 100       | Finalista |

Prima sfida
| La sfida | La sfida          | La sfida                      | La sfida  | La sfida      |
| Ordine   | Concorrente       | Canzone (cantante originale)  | Punteggio | Esito         |
| -------- | ----------------- | ----------------------------- | --------- | ------------- |
| 1        | Rita Comisi       | Hot stuff (Donna Summer)      | 30        | Eliminata     |
| 2        | Federico Martello | Unchain my heart (Joe Cocker) | 89        | Semifinalista |

Seconda sfida
| La sfida | La sfida          | La sfida                             | La sfida  | La sfida      |
| Ordine   | Concorrente       | Canzone (cantante originale)         | Punteggio | Esito         |
| -------- | ----------------- | ------------------------------------ | --------- | ------------- |
| 1        | Ilenia Suffredini | Gloria (Umberto Tozzi)               | 61        | Eliminata     |
| 2        | Carmine Cirillo   | Rise like a Phoenix (Conchita Wurst) | 95        | Semifinalista |

Ultima sfida
| La sfida | La sfida        | La sfida                          | La sfida  | La sfida      |
| Ordine   | Concorrente     | Canzone (cantante originale)      | Punteggio | Esito         |
| -------- | --------------- | --------------------------------- | --------- | ------------- |
| 1        | Fabio Bongiorno | It's now or never (Elvis Presley) | 61        | Eliminato     |
| 2        | Gaia Di Fusco   | Io e te da soli (Mina)            | 97        | Semifinalista |

### Seconda puntata
- Data: 12 dicembre 2019

Prima manche
| Ordine | Concorrente       | Canzone (cantante originale)                              | Punteggio | Esito     |
| ------ | ----------------- | --------------------------------------------------------- | --------- | --------- |
| 1      | Sevika Pagano     | A me me piace 'o blues (Pino Daniele)                     | 94        | Salva     |
| 2      | Rosetta Falzone   | (You Make Me Feel Like) A Natural Woman (Aretha Franklin) | 100       | Finalista |
| 3      | Giovanni Saccà    | Il mare calmo della sera (Andrea Bocelli)                 | 86        | Salvo     |
| 4      | Bianca Provenzano | Human (Rag'n'Bone Man)                                    | 40        | Salva     |
| 5      | Arianna Cleri     | Adagio (Lara Fabian)                                      | 100       | Finalista |

Seconda manche
| Ordine | Concorrente      | Canzone (cantante originale)                    | Punteggio | Esito     |
| ------ | ---------------- | ----------------------------------------------- | --------- | --------- |
| 1      | Alessio Roma     | Wishing Well (Terence Trent D'Arby)             | 77        | Salvo     |
| 2      | Said Jordi       | Quando l'amore diventa poesia (Massimo Ranieri) | 95        | Salva     |
| 3      | Lorieshen Umali  | Rolling in the Deep (Adele)                     | 100       | Finalista |
| 4      | Nicola Gargaglia | Vivimi (Laura Pausini)                          | 90        | Salvo     |

Prima sfida
| La sfida | La sfida       | La sfida                      | La sfida  | La sfida      |
| Ordine   | Concorrente    | Canzone (cantante originale)  | Punteggio | Esito         |
| -------- | -------------- | ----------------------------- | --------- | ------------- |
| 1        | Giovanni Saccà | Vivo per lei (Andrea Bocelli) | 81        | Semifinalista |
| 2        | Alessio Roma   | I feel good (James Brown)     | 54        | Eliminato     |

Seconda sfida
| La sfida | La sfida          | La sfida                          | La sfida  | La sfida      |
| Ordine   | Concorrente       | Canzone (cantante originale)      | Punteggio | Esito         |
| -------- | ----------------- | --------------------------------- | --------- | ------------- |
| 1        | Bianca Provenzano | Il cielo in una stanza (Salmo)    | 57        | Eliminata     |
| 2        | Nicola Gargaglia  | Just the way you are (Bruno Mars) | 78        | Semifinalista |

Ultima sfida
| La sfida | La sfida      | La sfida                     | La sfida  | La sfida      |
| Ordine   | Concorrente   | Canzone (cantante originale) | Punteggio | Esito         |
| -------- | ------------- | ---------------------------- | --------- | ------------- |
| 1        | Said Jordi    | The show must go on (Queen)  | 91        | Semifinalista |
| 2        | Sevika Pagano | Valerie (Amy Winehouse)      | 84        | Ripescata     |

### Terza puntata
- Data: 19 dicembre 2019

Prima manche
| Ordine | Concorrente        | Canzone (cantante originale)         | Punteggio | Esito     |
| ------ | ------------------ | ------------------------------------ | --------- | --------- |
| 1      | Amato Scarpellino  | A chi mi dice (Blue, Tiziano Ferro)  | 81        | Salvo     |
| 2      | Eugenio Amato      | The Way We Were (Barbra Streisand)   | 92        | Salvo     |
| 3      | Giulia Olivieri    | E la luna bussò (Loredana Bertè)     | 67        | Eliminata |
| 4      | Gino Scannapieco   | One Moment in time (Whitney Houston) | 98        | Salvo     |
| 5      | Ketty Giansiracusa | Sai che (Marco Mengoni)              | 77        | Eliminata |

Seconda manche
| Ordine | Concorrente      | Canzone (cantante originale)              | Punteggio | Esito     |
| ------ | ---------------- | ----------------------------------------- | --------- | --------- |
| 1      | Mario Gaggiano   | Morire qui (Renato Zero)                  | 50        | Salvo     |
| 2      | Armonium         | Io ti aspetto (Marco Mengoni)             | 71        | Salvi     |
| 3      | Enrico Bernardo  | When a man loves a woman (Michael Bolton) | 100       | Finalista |
| 4      | Giuliana Danzè   | La voce del silenzio (Mina)               | 92        | Salva     |
| 5      | Matteo Mastracco | Heaven (Bryan Adams)                      | 100       | Finalista |

Prima sfida
| La sfida | La sfida         | La sfida                                             | La sfida  | La sfida      |
| Ordine   | Concorrente      | Canzone (cantante originale)                         | Punteggio | Esito         |
| -------- | ---------------- | ---------------------------------------------------- | --------- | ------------- |
| 1        | Gino Scannapieco | Signed, Sealed, Delivered, I'm Yours (Stevie Wonder) | 83        | Semifinalista |
| 2        | Eugenio Amato    | How deep is your love (Take That)                    | 82        | Ripescato     |

Seconda sfida
| La sfida | La sfida          | La sfida                     | La sfida  | La sfida      |
| Ordine   | Concorrente       | Canzone (cantante originale) | Punteggio | Esito         |
| -------- | ----------------- | ---------------------------- | --------- | ------------- |
| 1        | Giuliana Danzè    | Volami nel cuore (Mina)      | 89        | Semifinalista |
| 2        | Amato Scarpellino | Treasure (Bruno Mars)        | 56        | Eliminato     |

Ultima sfida
| La sfida | La sfida       | La sfida                                        | La sfida  | La sfida      |
| Ordine   | Concorrente    | Canzone (cantante originale)                    | Punteggio | Esito         |
| -------- | -------------- | ----------------------------------------------- | --------- | ------------- |
| 1        | Armonium       | No more tears (Barbra Streisand e Donna Summer) | 89        | Semifinalisti |
| 2        | Mario Gaggiano | I migliori anni della nostra vita (Renato Zero) | 61        | Eliminato     |

### Quarta puntata -Semifinale
- Data: 26 dicembre 2019

|               | Ordine | Concorrente       | Canzone (cantante originale)                                | Punteggio | Esito     |
| ------------- | ------ | ----------------- | ----------------------------------------------------------- | --------- | --------- |
| Prima sfida   | 1      | Carmine Cirillo   | Love runs out (One Direction)                               | 86        | Finalista |
| Prima sfida   | 2      | Eugenio Amato     | You should be dancing (Bee Gees)                            | 65        | Eliminato |
|               |        |                   |                                                             |           |           |
| Seconda sfida | 3      | Nicola Gargaglia  | Le persone inutili (Paolo Vallesi)                          | 93        | Finalista |
| Seconda sfida | 4      | Don Giuliano      | Occidentali's Karma (Francesco Gabbani)                     | 37        | Eliminato |
|               |        |                   |                                                             |           |           |
| Terza sfida   | 5      | Sevika Pagano     | Comunque andare (Alessandra Amoroso)                        | 36        | Eliminata |
| Terza sfida   | 6      | Giovanni Saccà    | La luce che non c'è (Andrea Bocelli)                        | 76        | Finalista |
|               |        |                   |                                                             |           |           |
| Quarta sfida  | 7      | Giuliana Danzè    | Amami (Emma)                                                | 86        | Finalista |
| Quarta sfida  | 8      | Armonium          | Ain't no mountain high enough (Marvin Gaye & Tammi Terrell) | 63        | Eliminati |
|               |        |                   |                                                             |           |           |
| Quinta sfida  | 9      | Gaia Di Fusco     | Tutt'al più (Patty Pravo)                                   | 94        | Finalista |
| Quinta sfida  | 10     | Said Jourdi       | My way (Frank Sinatra)                                      | 51        | Eliminato |
|               |        |                   |                                                             |           |           |
| Sesta sfida   | 11     | Federico Martello | Meraviglioso (Domenico Modugno)                             | 97        | Finalista |
| Sesta sfida   | 12     | Gino Scannapieco  | The final countdown (Europe)                                | 77        | Eliminato |

Duetti non in gara
I finalisti che hanno ottenuto il punteggio massimo di 100 nelle puntate precedenti duettano con i vip ospiti della serata. Le esibizioni non sono in gara.
| Ordine | Concorrente       | Duetto             | Canzone                |
| ------ | ----------------- | ------------------ | ---------------------- |
| 1      | Enrico Bernardo   | Sherrita Duran     | All night long         |
| 2      | Sonia Mosca       | Gregorio Rega      | Il mondo è mio         |
| 3      | Matteo Mastracco  | Marco Ligabue      | Certe notti            |
| 4      | Rosetta Falzone   | Iva Zanicchi       | Le montagne            |
| 5      | Arianna Cleri     | Silvia Mezzanotte  | Ti sento               |
| 6      | Domenico Prezioso | Timothy Cavicchini | Vorrei la pelle nera   |
| 7      | Lorieshen Umali   | Benedetta Caretta  | I will always love you |

### Quinta puntata -Finale
- Data: 2 gennaio 2020

Prima manche
|               | Ordine | Concorrente       | Canzone (cantante originale)                     | Punteggio | Esito     |
| ------------- | ------ | ----------------- | ------------------------------------------------ | --------- | --------- |
| Prima sfida   | 1      | Carmine Cirillo   | Amazing (George Michael)                         | 96        | Salvo     |
| Prima sfida   | 2      | Giuliana Danzè    | Hot stuff (Donna Summer)                         | 63        | Eliminata |
|               |        |                   |                                                  |           |           |
| Seconda sfida | 3      | Domenico Prezioso | I feel good (James Brown)                        | 63        | Eliminato |
| Seconda sfida | 4      | Gaia Di Fusco     | Io vivrò senza te (Mina)                         | 98        | Salva     |
|               |        |                   |                                                  |           |           |
| Terza sfida   | 5      | Nicola Gargaglia  | Se adesso te ne vai (Massimo di Cataldo)         | 80        | Salvo     |
| Terza sfida   | 6      | Lorieshen Umali   | Bang bang (Ariana Grande, Nicki Minaj, Jessie J) | 63        | Eliminata |
|               |        |                   |                                                  |           |           |
| Quarta sfida  | 7      | Arianna Cleri     | Avrai (Claudio Baglioni)                         | 84        | Eliminata |
| Quarta sfida  | 8      | Rosetta Falzone   | Long Train Running (Doobie Brothers)             | 86        | Salva     |
|               |        |                   |                                                  |           |           |
| Quinta sfida  | 9      | Federico Martello | Cambiare (Alex Baroni)                           | 82        | Eliminato |
| Quinta sfida  | 10     | Enrico Bernardo   | Hallelujah (Leonard Cohen)                       | 98        | Salvo     |
|               |        |                   |                                                  |           |           |
| Sesta sfida   | 11     | Matteo Mastracco  | Stand by me (Ben E. King)                        | 39        | Eliminato |
| Sesta sfida   | 12     | Sonia Mosca       | Stand up for love (Destiny's Child)              | 100       | Salva     |

Seconda manche
|               | Ordine | Concorrente      | Canzone (cantante originale)            | Punteggio | Esito     |
| ------------- | ------ | ---------------- | --------------------------------------- | --------- | --------- |
| Prima sfida   | 1      | Sonia Mosca      | All by myself (Eric Carmen)             | 96        | Salva     |
| Prima sfida   | 2      | Rosetta Falzone  | Respect (Aretha Franklin)               | 81        | Eliminata |
|               |        |                  |                                         |           |           |
| Seconda sfida | 3      | Enrico Bernardo  | Against all odds (Phil Collins)         | 95        | Salvo     |
| Seconda sfida | 4      | Carmine Cirillo  | Uptown Funk (Mark Ronson & Bruno Mars)  | 66        | Eliminato |
|               |        |                  |                                         |           |           |
| Terza sfida   | 5      | Gaia Di Fusco    | Tutta colpa mia (Elodie)                | 89        | Salva     |
| Terza sfida   | 6      | Nicola Gargaglia | You make me feel like (Aretha Franklin) | 54        | Eliminato |

Duetti
I concorrenti rimasti in gara durante questa fase si esibiscono affiancati da uno degli ospiti della serata. Al termine delle esibizioni, due concorrenti accedono alla super finale, mentre il concorrente escluso si classifica al terzo posto.
| Duetti | Duetti          | Duetti           | Duetti              | Duetti             |
| Ordine | Concorrente     | Duettante        | Canzone             | Esito              |
| ------ | --------------- | ---------------- | ------------------- | ------------------ |
| 1      | Sonia Mosca     | Gigi D'Alessio   | Un nuovo bacio      | Super finalista    |
| 2      | Gaia Di Fusco   | Dodi Battaglia   | Tanta voglia di lei | Terza classificata |
| 3      | Enrico Bernardo | Vittorio Grigolo | Perdere l'amore     | Super finalista    |

Super finale
| Super finale | Super finale    | Super finale                            | Super finale | Super finale         |
| Ordine       | Concorrente     | Canzone (cantante originale)            | Punteggio    | Esito                |
| ------------ | --------------- | --------------------------------------- | ------------ | -------------------- |
| 1            | Sonia Mosca     | I love the Lord (Whitney Houston)       | 96           | Vincitrice           |
| 2            | Enrico Bernardo | When a man loves a woman (Percy Sledge) | 71           | Secondo classificato |

## Giuria dei 100
I membri della giuria dei 100 includono:
| Giudice                                           | Professione                                          | Luogo di nascita      |
| ------------------------------------------------- | ---------------------------------------------------- | --------------------- |
| Sonia Addario                                     | Cantante                                             | Italia                |
| Lucya Allocca                                     | Cantautrice                                          | Italia                |
| Mariateresa Amato                                 | Cantante, attrice e speaker radiofonica              | Italia                |
| Guido Ambrosini alias Bido Bè                     | Cantante                                             | Italia                |
| Sabrina Antonetti alias Chiatta (Palla e Chiatta) | Cantante, attrice e youtuber                         | Italia                |
| Simona Bencini                                    | Cantante                                             | Italia                |
| Ginta Biku                                        | Cantante                                             | Lituania              |
| Barbara Bonanni                                   | Attrice                                              | Italia                |
| Eleonora Bruno                                    | Attrice                                              | Italia                |
| Luca Buttiglieri                                  | Attore e cantante                                    | Italia                |
| Alessandra Buzzi                                  | Annunciatrice televisiva e conduttrice TV            | Italia                |
| Brigida Cacciatore                                | Cantante                                             | Italia                |
| Susanna Caira                                     | Cantante                                             | Italia                |
| Chiara Canzian                                    | Cantautrice                                          | Italia                |
| Andrea Cardillo                                   | Cantante                                             | Italia                |
| Benedetta Caretta                                 | Cantante                                             | Italia                |
| Claudia Casciaro                                  | Cantante                                             | Italia                |
| Timothy Cavicchini                                | Cantante                                             | Italia                |
| Francesca Ceci                                    | Attrice                                              | Italia                |
| Titti Cerrone                                     | Attrice                                              | Italia                |
| Salvatore Cinquegrana alias Surry                 | Youtuber                                             | Italia                |
| Valeria Colombo                                   | Attrice                                              | Italia                |
| Beatrice De Do                                    | Musicista                                            | Italia                |
| Miriam Della Guardia                              | Ballerina                                            | Italia                |
| Fabio Demofonti alias Fabio2U                     | Cantante                                             | Italia                |
| Mirkaccio alias di Mirko Dettori                  | Fantasista e musicista                               | Italia                |
| Claudio Di Cicco                                  | Cantante e musicista                                 | Italia                |
| Cizco alias di Francesco Di Roberto               | Batterista e conduttore TV                           | Italia                |
| Sherrita Duran                                    | Cantante                                             | Stati Uniti           |
| Alessia Fabiani                                   | Showgirl e attrice                                   | Italia                |
| Samantha Fantauzzi                                | Attrice                                              | Italia                |
| Lavinia Fiorani alias LaRomAntica                 | Cantante                                             | Italia                |
| Valentina Gatti alias Valentina Shanti            | Cantante                                             | Italia                |
| Susanna Gecchele                                  | Cantautrice e conduttrice TV                         | Italia                |
| Giancarlo Genise                                  | Vocal coach                                          | Italia                |
| Nathalie Giannitrapani                            | Cantautrice                                          | Italia                |
| Emma Gordon                                       | Cantante                                             | Scozia                |
| Jonathan Heitch                                   | Deejay                                               | Repubblica Dominicana |
| Valeria Iaquinto                                  | Cantante                                             | Italia                |
| Marco Iecher                                      | Avvocato e cantautore                                | Italia                |
| Fabio Ingrosso                                    | Cantante e speaker radiofonico                       | Italia                |
| Ylenia Iorio                                      | Cantante                                             | Italia                |
| Elio Irace                                        | Musicista                                            | Italia                |
| Ronnie Jones                                      | Cantante e compositore                               | Stati Uniti           |
| Veronica Kirchmajer                               | Cantante                                             | Italia                |
| Mauro Leonardi (Karma B)                          | Cantante                                             | Italia                |
| Letizia Liberati                                  | Cantante                                             | Italia                |
| Marco Ligabue                                     | Cantautore e chitarrista                             | Italia                |
| Antonella Lo Coco                                 | Cantante                                             | Italia                |
| Irene Lo Cuoco                                    | Cantante                                             | Italia                |
| Davide Locatelli                                  | Pianista e compositore                               | Italia                |
| Davide Lomagno (Akira Manera)                     | Cantante e musicista                                 | Italia                |
| Alma Manera                                       | Cantante, attrice e ballerina                        | Italia                |
| Morena Marangi                                    | Cantante e vocalist                                  | Italia                |
| Marc Mari                                         | Cantante lirico                                      | Italia                |
| Forlenzo Massarone                                | Cantante e attore                                    | Italia                |
| Manuel Meli                                       | Doppiatore                                           | Italia                |
| Serena Menarini                                   | Cantante                                             | Italia                |
| Silvia Mezzanotte                                 | Cantante                                             | Italia                |
| Mietta alias di Daniela Miglietta                 | Cantante e attrice                                   | Italia                |
| Luigi Miseferi                                    | Cabarettista                                         | Italia                |
| Davide Misiano                                    | Professore di latino e cantautore                    | Italia                |
| Leonardo Monteiro                                 | Cantante                                             | Svizzera              |
| Marcello Morini                                   | Cantante                                             | Italia                |
| Luca Morisco (Akira Manera)                       | Cantante e musicista                                 | Italia                |
| Giorgia Moschini                                  | Deejay e cantante                                    | Italia                |
| Ylenia Oliviero                                   | Attrice e cantante                                   | Italia                |
| Marcella Ovani                                    | Cantante                                             | Italia                |
| Giulio Pangi                                      | Attore e direttore artistico                         | Italia                |
| Davide Papasidero                                 | Cantautore e vocal coach                             | Italia                |
| Carmelo Pappalardo (Karma B)                      | Cantante                                             | Italia                |
| Concetta Passaretta alias Ketty Passa             | Cantante, musicista, deejay, veejay e personaggio TV | Italia                |
| Valentina Parisse                                 | Cantautrice                                          | Italia                |
| Valeria Parlato                                   | Cantante                                             | Italia                |
| Carlo Piazza                                      | Fotomodello                                          | Italia                |
| David Pironaci                                    | Vocal coach                                          | Italia                |
| Fernando Proce                                    | Conduttore radiofonico, giornalista e cantante       | Italia                |
| Giulia Provvedi (Le Donatella)                    | Cantante e personaggio TV                            | Italia                |
| Silvia Provvedi (Le Donatella)                    | Cantante e personaggio TV                            | Italia                |
| Veronica Rega                                     | Personaggio TV                                       | Italia                |
| Mariana Rodríguez                                 | Modella e showgirl                                   | Venezuela             |
| Marica Rotondo alias Marika Voice                 | Vocalist e cantante                                  | Italia                |
| Ludovica Russo                                    | Cantante                                             | Italia                |
| Sara Sartini                                      | Attrice                                              | Italia                |
| Danila Satragno                                   | Cantante                                             | Italia                |
| Serena Savasta                                    | Cantante, ballerina e attrice                        | Italia                |
| Andrea Scarcella                                  | Attore                                               | Italia                |
| Elisa Scheffler                                   | Modella, showgirl e giornalista pubblicista          | Italia                |
| Piergiorgio Severi alias Space One                | Rapper                                               | Italia                |
| Chantal Sisto                                     | Cantante e personaggio TV                            | Italia                |
| Maruska Starr                                     | Vocalist                                             | Italia                |
| Melissa Sylla                                     | Cantante                                             | Italia                |
| Ben Abdallah Taoufik alias Ben Dj                 | Deejay                                               | Tunisia               |
| Manuela Tasciotti alias Palla (Palla e Chiatta)   | Cantante, attrice e youtuber                         | Italia                |
| Alessia Tavian                                    | Ostetrica e cantante                                 | Italia                |
| Isotta Tomazzoni                                  | Conduttrice radiofonica                              | Italia                |
| Melita Toniolo                                    | Showgirl, modella, attrice, conduttrice TV           | Italia                |
| Marta Torre                                       | Ballerina, attrice e modella                         | Italia                |
| Luca Valenti                                      | Cantante                                             | Italia                |
| Giorgio Vanni                                     | Cantante e chitarrista                               | Italia                |
| Sunita Zucca alias Sunymao                        | Cantante lirica e cosplayer                          | India                 |
| Senhit Zadik Zadik                                | Cantante                                             | Italia                |
| Cristiano Malgioglio                              | Cantante e paroliere                                 | Italia                |
| Iva Zanicchi                                      | Cantante                                             | Italia                |

## Ascolti
| Puntata    | Messa in onda    | Telespettatori | Share  | Ospiti |
| ---------- | ---------------- | -------------- | ------ | --- |
| 1          | 4 dicembre 2019  | 2 706 000      | 16,52% | Raf, Umberto Tozzi                                                                                         |
| 2          | 12 dicembre 2019 | 2 570 000      | 14,15% | Benji & Fede                                                                                               |
| 3          | 19 dicembre 2019 | 2 583 000      | 14,68% | Anna Tatangelo, Miracle Tunes                                                                              |
| Semifinale | 26 dicembre 2019 | 2 143 000      | 12,03% | Grido, Beppe Vessicchio                                                                                    |
| Finale     | 2 gennaio 2020   | 2 851 000      | 16,39% | Dodi Battaglia, Gigi D'Alessio, Youma Diakite, Vittorio Grigolo, Ariadna Romero, Marco Salvati, Tony Renis |
| Media      | Media            | 2 571 000      | 14,75% | |